# Studio Vrij
Studio Vrij was een Nederlands televisieprogramma van de KRO dat van 1971-1985 maandelijks werd uitgezonden. Van najaar 1971 tot voorjaar 1976 op woensdagavond en van najaar 1976 tot het voorjaar 1985 op zaterdagmiddag. Aanvankelijk duurde het programma 1 uur en 45 minuten maar sinds het seizoen 1974-1975 een uur. Het laatste seizoen 1984-1985 werd twee keer per maand uitgezonden maar met korte afleveringen van 25 minuten. 
De samenstelling en presentatie is in handen van Hans Bik, maar later wordt het programma ook gepresenteerd door  Tineke de Groot, Toos Innemee, Leo Schmidt, Hans van Willigenburg of Maartje van Weegen
Het programma bestond uit verschillende onderdelen. Er waren doe-het-zelfonderwerpen te zien, zoals klussen of tuinieren maar ook was er aandacht voor bijvoorbeeld hobby's zoals fotografie, handwerken of pottenbakken. Ook werd er voorlichting gegeven over bijvoorbeeld inbraakpreventie.
Ook was er een kookrubriek met Henk Molenberg, die ook het programma weleens in het geheel presenteerde. Over bloemen en planten werd gesproken met tuindeskundige Wim Oudshoorn. Verder traden er soms artiesten op en was er  het spelletje Raden maar met Kees Schilperoort, naar het gelijknamige radiospelletje.